# Hemiolaus
Hemiolaus là một chi bướm ngày thuộc họ Lycaenidae.

## Các loài
- Hemiolaus caeculus (Hopffer, 1855)
- Hemiolaus ceres (Hewitson, 1865)
- Hemiolaus cobaltina (Aurivillius, 1899)
- Hemiolaus maryra (Mabille, [1887])